# Ged Keegan
Gerard "Ged" Keegan (sinh ngày 3 tháng 10 năm 1955 ở Bradford, West Riding of Yorkshire) là một cựu cầu thủ bóng đá người Anh thi đấu ở vị trí hậu vệ phải. Ông gia nhập Manchester City với tư cách học việc năm 1973 và có màn ra mắt vào tháng 3 năm 1975 trong thất bại 2-1 trước Carlisle United. Ông có tổng cộng 37 lần ra sân ở Football League cho câu lạc bộ, ghi 2 bàn thắng. Tuy nhiên trận đấu đáng nhớ nhất của ông là chiến thắng trong Chung kết Football League Cup 1976. Ông cũng lần đầu thi đấu cho U-21 Anh. Năm 1978, ông được chuyển đến Oldham Athletic và có 144 trận quốc nội (ghi 5 bàn) trước khi chuyển đến Mansfield Town năm 1983. Sau khoảng thời gian ngắn ông chuyển đến Rochdale, và sau đó là Altrincham.